# Gianni Lambruschi
Giovanni Lambruschi, detto Gianni (Cantù, 20 luglio 1953), è un allenatore di pallacanestro italiano.
È allenatore benemerito d'eccellenza. Ha guidato la Nazionale femminile per tre anni, partecipando a un Europeo, e nella massima serie femminile Como, Ribera e Ragusa.

## Carriera

### Club
Ha conquistato una promozione in Serie A2 nel 1997-98, sulla panchina della Virtus Ragusa, con cui poi ha ottenuto la salvezza nel 1998-99. In totale, tra il luglio 1990 e il novembre 1999 ha allenato la formazione ragusana per sette stagioni, chiudendo poi con le dimissioni.
Una carriera ricca di soddisfazioni: ha partecipato a ben undici finali nazionali giovanili. Ha vinto lo scudetto e la Supercoppa nel 2004 con la Pool Comense. Inoltre, è stato nominato per quattro volte miglior allenatore della B d'Eccellenza maschile e Miglior Allenatore 2004 dalla LegA Basket Femminile e dal settimanale SuperBasket.
Nel 2006-07 è stato allenatore della Pallacanestro Ribera. Nel dicembre 2007, lasciata la guida della nazionale, sostituisce Edoardo Rusconi sulla panchina di Riva del Garda, esperienza che però si rivela non del tutto positiva, in quanto la stagione culmina con la retrocessione in Serie B2 dopo aver disputato i play-out. Ha inoltre allenato Trapani e Capo d'Orlando, chiudendo le due esperienze con l'esonero.
Nella stagione 2008-09 firma in Serie A dilettanti, con Firenze ma la difficile stagione gigliata si chiude a gennaio 2009 con l'esonero.
Nel 2018-2019 è coach dell'Under-14 della Virtus Eirene Ragusa e vince la medaglia di bronzo alle finali nazionali.

### Nazionale
Ha avuto brevi collaborazioni con l'ambiente della Nazionale nel corso degli anni.
- nell'estate del 1998 è stato assistente di Marco Crespi ai Campionati Europei maschili Under-22.
- dal 2004 al 2007 è stato capo allenatore della Nazionale italiana femminile dal novembre 2004 al settembre 2007, con la quale ha disputato il Campionato Europeo.
- dal 2005 al 2007 è stato anche capo allenatore della Nazionale italiana femminile Under-18.